# Julia Avila
Julia Aide Shumate Avila (Los Ángeles, California; 11 de mayo de 1988) es una artista marcial mixta estadounidense actualmente fichada en el Ultimate Fighting Championship (UFC). Anteriormente, ha competido en Invicta FC, HD MMA, XKO MMA, Total Warrior Combat y King of the Cage (KOTC). Al 11 de octubre de 2021, ocupa el puesto número 14 en el ranking de peso gallo femenino de UFC.

## Contexto
De ascendencia mexicana, Avila nació el 11 de mayo de 1988 en Los Ángeles, California. Ella creció en un hogar dividido y desfavorecido con un hermano, J.P. Julia se graduó de South High School, donde se destacó en los deportes y fue miembro del equipo varsity de voleibol, fútbol y atletismo.  Asistió a la Universidad de Notre Dame, se graduó en 2010 en la Universidad de California en Santa Cruz y actualmente es geóloga en la ciudad de Oklahoma. Comenzó a entrenar artes marciales en 2011 después de graduarse de la universidad.

## Carrera de artes marciales mixtas
Avila tiene victorias notables sobre las ex campeonas de peso mosca del UFC, Nicco Montaño y Marion Reneau.

### Ultimate Fighting Championship
El 22 de marzo de 2019, Avila fue fichada en la división de peso gallo femenino del UFC. Originalmente estaba programado un enfrentamiento entre Avila y Melissa Gatto el 6 de julio de 2019 en el UFC 239. Gatto fue eliminada de la tarjeta por razones secretas y fue reemplazada por Pannie Kianzad. Avila ganó la pelea por decisión unánime.
Se esperaba que Avila se enfrentara a Karol Rosa el 26 de octubre de 2019 en el UFC Fight Night: Maia vs. Askren.  La pelea fue cancelada más tarde debido a una lesión de Rosa en la rodilla. El partido se reprogramó para el 11 de abril de 2020 en el UFC Fight Night: Overeem vs. Harris.  Debido a la pandemia de COVID-19, el evento finalmente se pospuso. La pareja fue reprogramada para reunirse el 2 de mayo de 2020 en el UFC Fight Night 174.  Sin embargo, el 9 de abril, Dana White, el presidente de UFC anunció que el evento de nuevo se pospuso para el 13 de junio de 2020. En su lugar, Ávila se enfrentó a Gina Mazany, reemplazando a Rosa, el 13 de junio de 2020 en el UFC on ESPN: Eye vs. Calvillo. Ella ganó la pelea por nocaut técnico en el primer asalto a solo 22 segundos de iniciada la pelea.
Un enfrentamiento estaba programado entre Avila y Nicco Montaño el 8 de agosto de 2020 en el UFC Fight Night 176. Sin embargo, debido a que el entrenador de Montaño, John Wood, dio positivo en la prueba de COVID-19, la pelea fue reprogramada para el UFC Fight Night 177. Sin embargo, Montaño también dio positivo en la prueba de COVID-19 y la pelea se movió al UFC Fight Night: Holm vs. Aldana. Posteriormente, el 3 de septiembre se anunció que Montaño se retiraba del combate por restricciones de viaje. Después de negociar un nuevo contrato con UFC, Avila se enfrentó a Sijara Eubanks el 12 de septiembre de 2020 en el UFC Fight Night 177. Ella perdió la pelea por decisión unánime.
Se esperaba que Avila se enfrentara a Julija Stoliarenko en el UFC on ESPN 21 el 20 de marzo de 2021. Sin embargo, en el pesaje, Stoliarenko sufrió un episodio sincopal en la balanza y la pelea fue cancelada.

## Campeonatos y logros
- Invicta FC
  - Performance of the Night (una vez) vs. Alexa Conners[28]
- HD MMA
  - HD MMA Bantamweight Championship (una vez; anteriormente)[29]

## Récord de artes marciales mixtas
| 10 matches   | 8 victorias | 2 derrotas |
| ------------ | ----------- | ---------- |
| Por nocaut   | 4           | 1          |
| Por sumisión | 1           | 0          |
| Por decisión | 3           | 1          |